# Albert Heijn

Logo von Albert Heijn

Albert Heijn B.V. ist eine niederländische Supermarktkette, die aus einem kleinen Lebensmittelgeschäft entstand, das Albert Heijn senior 1887 im nordholländischen Oostzaan gegründet hatte. Heute bildet sie den ältesten Teil des Ahold-Konzerns.
Albert Heijn betreibt Vollsortimentsupermärkte (in Abgrenzung zu Discountern) und erreicht dabei mit 32,8 % in den Niederlanden den höchsten Marktanteil. Außerdem werden unter Albert Heijn XL besonders große Märkte (Hypermärkte), kleinere Stadtteilversorger und unter der Marke Albert Heijn to go Convenience Shops betrieben sowie ein Lieferdienst unter der Bezeichnung Albert.
Albert Heijn ist darüber hinaus eine Handelsmarke, unter der in den entsprechenden Geschäften Waren angeboten werden.

## Filialen

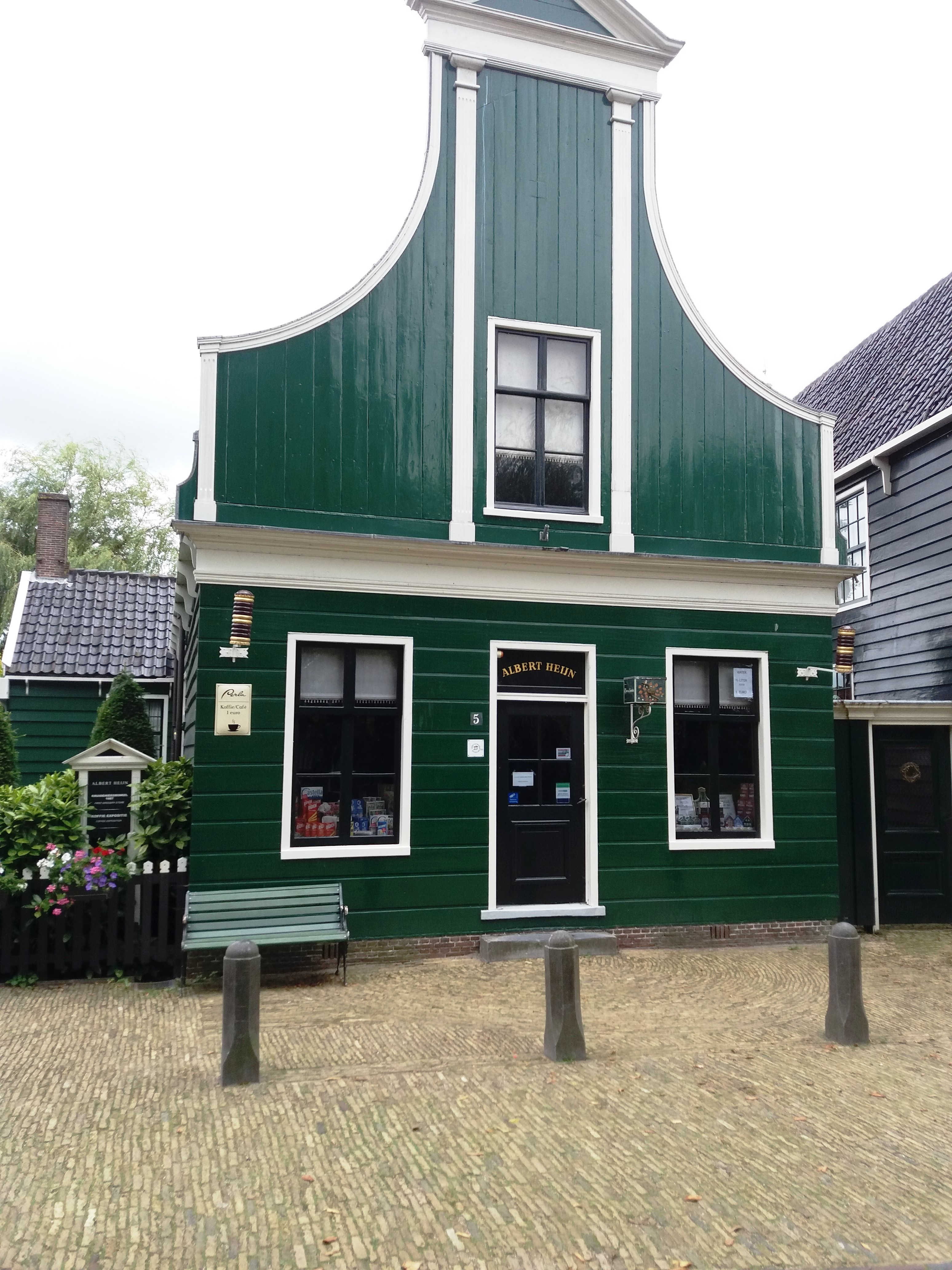
Albert Heijn Laden im Freilichtmuseum Zaanse Schans

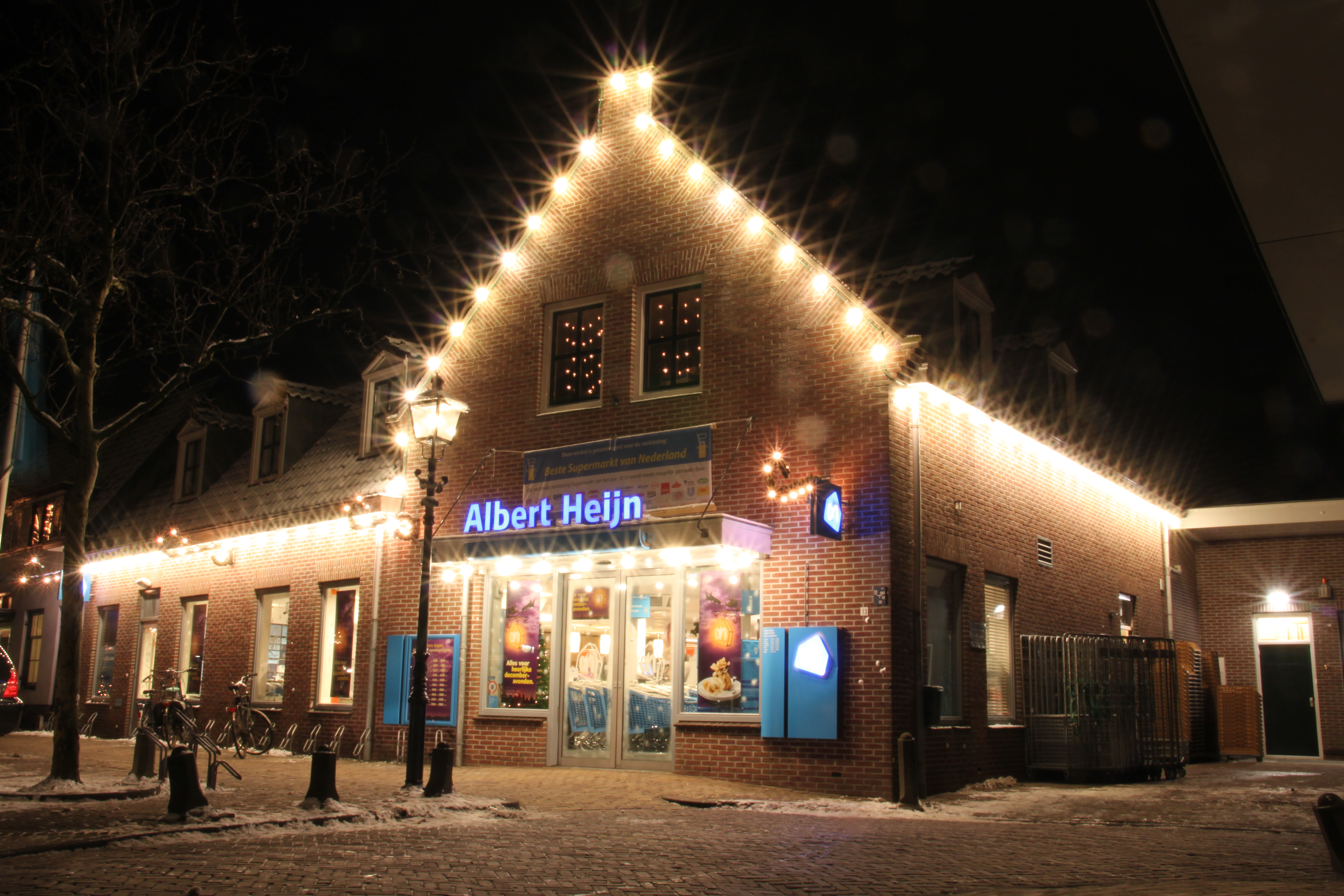
Eine Albert-Heijn-Filiale in Houten

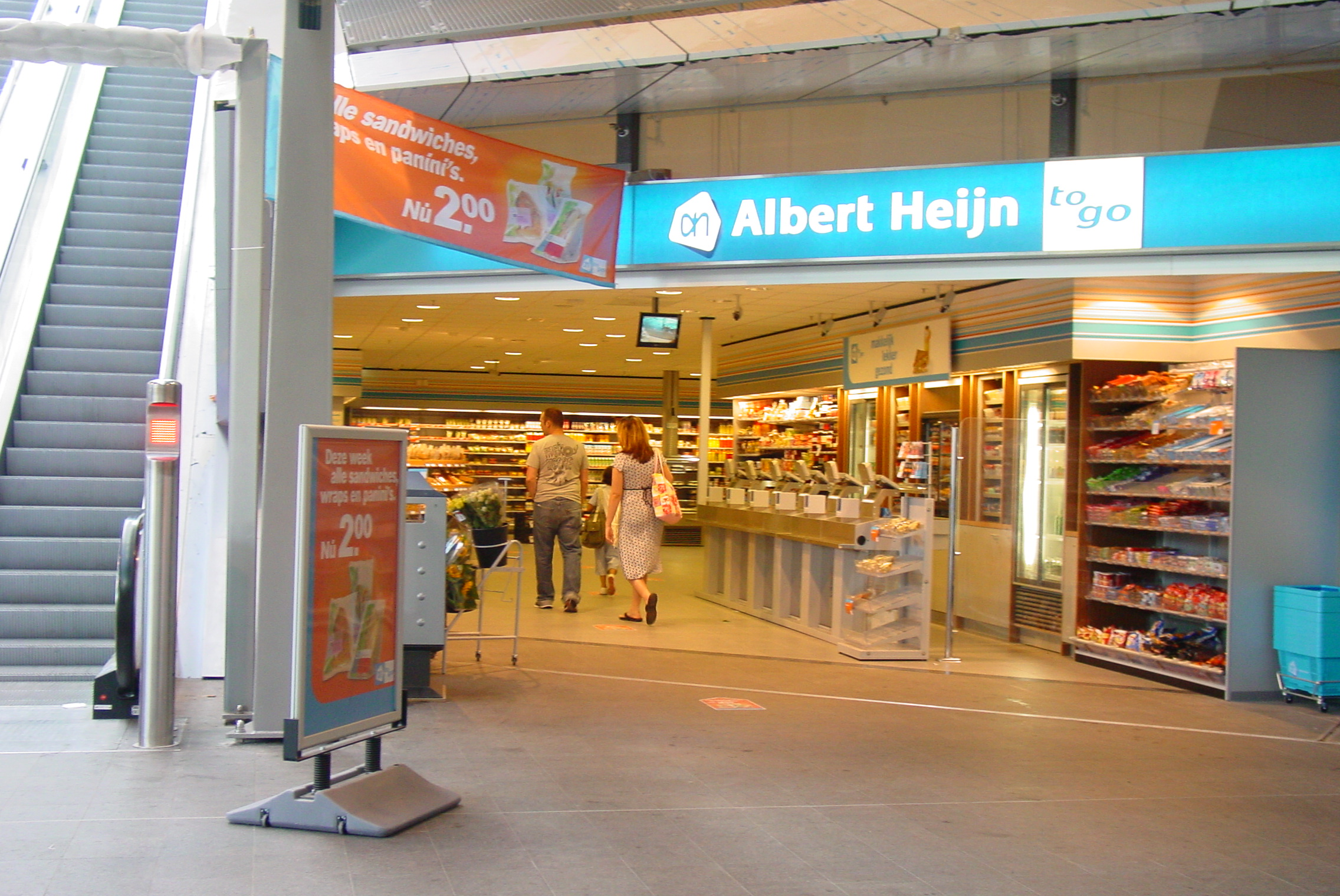
Albert Heijn to go am Bahnhof Amsterdam Bijlmer Arena

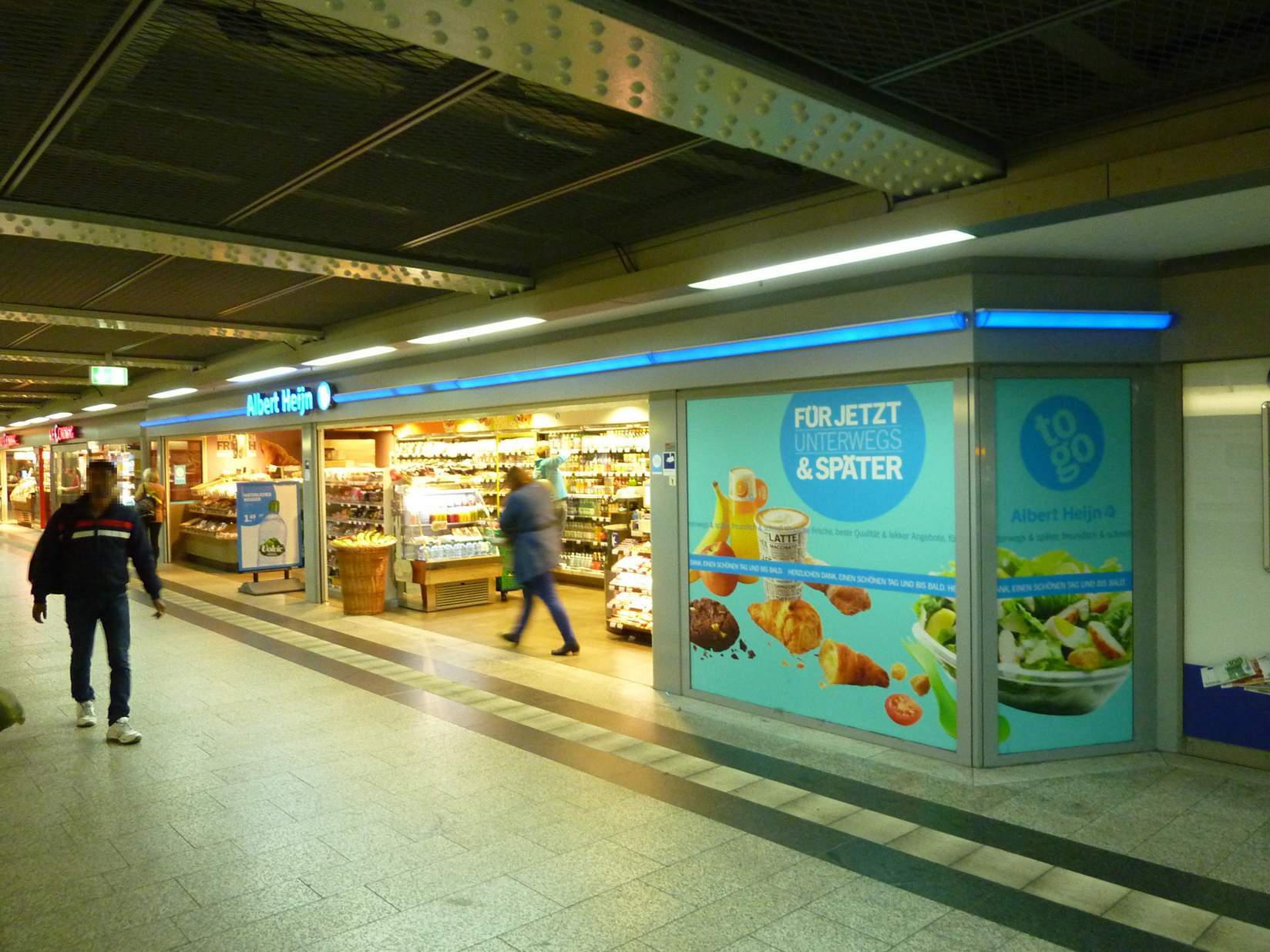
Albert Heijn to go im Duisburger Hauptbahnhof

Albert Heijn ist hauptsächlich in den Niederlanden, aber auch in Belgien sowie auf Curaçao vertreten. Ab September 2012 expandierte die Kette mit dem Filialmodell AH to go auch nach Deutschland, wobei aus logistischen Gründen nur Standorte im benachbarten Nordrhein-Westfalen wie in Aachen und Essen eröffnet wurden. Zuletzt bestanden sechs in eigener Regie betriebene Verkaufsstellen in Düsseldorf, Duisburg, Köln, Recklinghausen,  Mönchengladbach und Straelen.
Weitere fünf Verkaufsstellen wurden über eine Kooperation mit Shell an Tankstellen eingerichtet. Im Dezember 2017 wurde bekannt, dass Albert Heijn sich aus Deutschland zurückziehen wollte. Die Tankstellenshops wurden zum Jahresende 2017 aufgelöst, die eigenen Filialen bis März 2018.
Das Unternehmen betreibt vier verschiedene Filialmodelle:
- Stadtteilversorger (wijkwinkel) stellen mit über 800 Stück, davon etwa 200 als Franchise betrieben, die größte Anzahl im Filialnetz. Sie werden in die Größenkategorien 1 (klein) bis 5 (groß) aufgeteilt. Viele bleiben bis 20:00 Uhr geöffnet, manche sogar bis 22:00 Uhr. Seit im Jahr 2012 die gesetzliche Sonntagsruhe in den Niederlanden abgeschafft wurde, sind die meisten Filialen auch am Sonntag geöffnet, schließen jedoch um 17:00 oder 18:00 Uhr.
- Albert Heijn to go sind kleine Geschäfte an Standorten mit hohem Fußgängeraufkommen, also besonders an Bahnhöfen, Tankstellen und in Innenstädten. Sie bieten zu höheren Preisen als in den anderen Filialtypen vor allem Produkte zum sofortigen Verzehr bzw. Gebrauch an, bei häufig recht langen Öffnungszeiten (zum Teil bis 24:00 Uhr). Im September 2018 wurden in Amsterdam die ersten beiden bargeldlosen tap to go-Läden mit Selbstbedienungskassen eröffnet.[6]
- Albert Heijn XL sind sehr große Märkte, die neben einem größeren Sortiment auch zusätzliche Dienstleistungen wie zum Beispiel einen Fotoservice und eine Rezeptedatenbank anbieten. Das Konzept sieht jeweils einen „XL“-Markt für jede größere Stadt und die umliegende Region vor, bisher gibt es sie in Alkmaar, Almere, Amsterdam, Arnheim, Assen, Den Haag, Ede, Eindhoven (2×), Enschede, Heerhugowaard, Helmond, Hoofddorp, Kerkrade, Leeuwarden, Leiden, Maastricht, Muiden, Nimwegen (2×), Oostburg, Purmerend, Rijswijk, Roermond, Rotterdam (2×), Tilburg, Utrecht, Venlo, Vlissingen, Zaandam, Zoetermeer, Zwolle und in Zutphen.
- Albert ist ein Lieferdienst mit Internetbestellung, der eine Auswahl aus dem Sortiment der Albert Heijn-Supermärkte und anderer Firmen des Ahold-Konzerns anbietet (insgesamt etwa 10.000 Artikel).

## Sonderangebote
Neben regelmäßigen Sonderangeboten und Aktionswochen (zum Beispiel Hamster Weken) wird eine kostenlose Bonuskarte mit aufgedrucktem Barcode angeboten, die beim Zahlen an der Kasse mit gescannt wird. 